# Suphisellus rubripes
Suphisellus rubripes is een keversoort uit de familie diksprietwaterkevers (Noteridae). De wetenschappelijke naam van de soort werd in 1858 gepubliceerd door Carl Henrik Boheman.